# 黑龙江省公安厅
黑龙江省公安厅是黑龙江省人民政府组成部门，负责领导、管理黑龙江省的公安保卫工作，接受黑龙江省人民政府和中华人民共和国公安部的双重领导。